# Toronto Blueshirts
Toronto Blueshirts (znana też jako Torontos oraz Toronto Blue Shirts) – kanadyjski klub hokeja na lodzie działający w latach 1912–1918.

## Historia
Drużyna została założona w 1912 roku. Gdy powstała liga NHL drużyna nie mogła wystąpić, gdyż jednym z powodów powstania ligi było to, że właściciel Toronto Blueshirts Edward J. Livingstone był ważną osobą w strukturach National Hockey Association i oskarżono jego o oszustwa i faworyzowanie jego zespołu przez ligę NHA. Przez to drużyna przestała istnieć w 1918 roku. Blueshirts rozgrywali swoje mecze na Mutual Street Arena.

## Osiągnięcia
- Puchar Stanleya: 1914